# Claro Fair Trade
Claro Fair Trade AG è la principale centrale di importazione, per la Svizzera, di prodotti del commercio equo-solidale. Nata nel 1997 dalla fusione di OS3 ("Organisation Switzerland-3rd World") con alcune associazioni locali di negozi etnici, la cooperativa Claro ha sede a Orpund, nel Canton Berna. Come Altromercato in Italia, ha anche un franchising di negozi, diffusi in tutta la Svizzera tedesca. È specializzata nell'importazione di dolciumi e cioccolato; la sua linea di prodotti di cioccolato "Mascao" viene diffusa in tutta Europa nella rete del commercio equo-solidale.